# Стефан Букорац
Стефан Букорац (серб. Стефан Букорац / Stefan Bukorac, 15 лютого 1991, Сремська Митровиця) — сербський футболіст, півзахисник клубу «Каспій», який на правах оренди виступає за «Шахтар» (Караганда).

## Кар'єра
В молодості Стефан виступав за такі клуби як: «Полет» (Грабовац), «Срем», «Партизан» (Вітоєвці) та «Єдинство» (Платичево). З 2008 року виступав на дорослому рівні за «Доні Срем». За 7 років провів в основному складі 131 матч і забив 3 голи.
У січні 2015 року виїхав до Грузії і став гравцем «Динамо» (Тбілісі). У складі грузинської команди став володарем національного кубка.
Влітку 2015 року Букорац повернувся до Сербії і продовжив кар'єру в команді «Металац» (Горній Милановаць) і до кінця року зіграв 15 матчів та забив 1 гол у чемпіонаті.
На початку 2016 року футболіста підписав кіпрський «Енозіс Неон Паралімні». За півроку серб зіграв всього лише 4 матчі чемпіонату, а його команда посіла передостаннє місце і вилетіла з вищого дивізіону.
7 липня 2016 року Стефан перейшов в чорногорську «Младост» (Подгориця). 13 липня дебютував за нову команду в гостьовому матчі Ліги чемпіонів проти болгарського «Лудогорця» (0:2). Всього провів у команді два сезони і у другому з них виграв з командою національний кубок, після чого повернувся до Сербії і у другій половині 20'18 року грав за «Пролетер» (Нови-Сад).
У лютому 2019 року підписав контракт з білоруським клубом «Торпедо-БелАЗ». Стефан був основним гравцем жодинців протягом усього сезону 2019 року, лише у вересні та жовтні був відсутній через травму. У січні 2020 року стало відомо, що півзахисник залишає білоруський клуб.
У лютому 2020 року став гравцем казахського клубу «Каспій» (Актау), а у липні 2021 року приєднався на правах оренди до іншої місцевої команди, «Шахтаря» (Караганда).

## досягнення
- Володар Кубка Грузії: 2014/15
- Володар Кубка Чорногорії: 2017/18